# ویتالی پروخوروف
ویتالی پروخوروف (روسی: Биталий Владимирович Прохоров؛ زادهٔ ۲۵ دسامبر ۱۹۶۶) بازیکن هاکی روی یخ اهل روسیه بود.